# Пилот (Как я встретил вашу маму)
«Пилот» (англ. Pilot) — первый (пилотный) эпизод первого сезона американского телесериала «Как я встретил вашу маму». Премьера состоялась 19 сентября 2005 года.

## Сюжет
Серия начинается с того, как в 2030 году Тед Мосби начинает рассказывать своим детям историю о том, как он познакомился с их мамой. Его рассказ начинается в 2005 году, когда Теду было 27 лет. Он живет в Нью-Йорке со своим лучшим другом со времен колледжа Маршаллом. Маршалл хочет обручиться с Лили — девушкой, с которой он встречается с колледжа. Тед также начинает задумываться о своей жизни и о том, что и ему необходимо остепениться и найти свою половинку. В баре MacLaren's он встречает девушку — репортёра и ведущую новостей, которой назначает свидание на следующий день. Их вечер прерывается из-за необходимости новой знакомой Теда провести репортаж, и они договариваются встретиться через неделю, после её поездки в другой город. Однако Тед меняет мнение, когда его друзья говорят, что ему следовало поцеловать девушку в вечер первого свидания. Тед крадет понравившийся ей синий французский горн из ресторана и направляется к ней домой. Но там он всё портит, когда в порыве чувств говорит, что любит её. Серия заканчивается тем, что Тед говорит своим детям, что это была история встречи с тётей Робин.

## Оценки критиков
Серия получила в основном положительные отзывы, получив 69 баллов из 100 от Metacritic.

## Связь с другими сериями
- Подруга Робин появляется в 14 серии 1 сезона.
- Тед говорит о том, что необходимо сделать скачок (24 серия 4 сезона).

### Блог Барни
Барни говорит, что история, как Тед надел костюм, попадет в его блог. История там действительно есть. В этом же посте Барни говорит, что ему начали нравиться ливанские девушки.